# Saint-Étienne-de-Chigny
Saint-Étienne-de-Chigny és un municipi francès, situat al departament de l'Indre i Loira i a la regió de Centre – Vall del Loira. L'any 2007 tenia 1.364 habitants.

## Demografia

### Població
El 2007 la població de fet de Saint-Étienne-de-Chigny era de 1.364 persones. Hi havia 513 famílies, de les quals 113 eren unipersonals (60 homes vivint sols i 53 dones vivint soles), 136 parelles sense fills, 220 parelles amb fills i 44 famílies monoparentals amb fills.
La població ha evolucionat segons el següent gràfic:
Habitants censats

### Habitatges
El 2007 hi havia 599 habitatges, 515 eren l'habitatge principal de la família, 40 eren segones residències i 43 estaven desocupats. 546 eren cases i 49 eren apartaments. Dels 515 habitatges principals, 366 estaven ocupats pels seus propietaris, 137 estaven llogats i ocupats pels llogaters i 12 estaven cedits a títol gratuït; 14 tenien una cambra, 31 en tenien dues, 79 en tenien tres, 123 en tenien quatre i 268 en tenien cinc o més. 391 habitatges disposaven pel capbaix d'una plaça de pàrquing. A 206 habitatges hi havia un automòbil i a 282 n'hi havia dos o més.

### Piràmide de població
La piràmide de població per edats i sexe el 2009 era:
| Homes | Edats   | Dones |
| ----- | ------- | ----- |
| 0     | 95 o +  | 0     |
| 0     | 90 a 94 | 4     |
| 4     | 85 a 89 | 4     |
| 8     | 80 a 84 | 12    |
| 4     | 75 a 79 | 0     |
| 28    | 70 a 74 | 28    |
| 16    | 65 a 69 | 12    |
| 24    | 60 a 64 | 20    |
| 24    | 55 a 59 | 24    |
| 28    | 50 a 54 | 24    |
| 72    | 45 a 49 | 60    |
| 72    | 40 a 44 | 84    |
| 88    | 35 a 39 | 48    |
| 44    | 30 a 34 | 60    |
| 24    | 25 a 29 | 52    |
| 28    | 20 a 24 | 20    |
| 72    | 15 a 19 | 52    |
| 64    | 10 a 14 | 44    |
| 68    | 5 a 9   | 52    |
| 32    | 0 a 4   | 48    |

## Economia
El 2007 la població en edat de treballar era de 933 persones, 736 eren actives i 197 eren inactives. De les 736 persones actives 680 estaven ocupades (376 homes i 304 dones) i 56 estaven aturades (29 homes i 27 dones). De les 197 persones inactives 59 estaven jubilades, 82 estaven estudiant i 56 estaven classificades com a «altres inactius».

### Ingressos
El 2009 a Saint-Étienne-de-Chigny hi havia 536 unitats fiscals que integraven 1.398 persones, la mediana anual d'ingressos fiscals per persona era de 19.840 €.

### Activitats econòmiques
Dels 38 establiments que hi havia el 2007, 2 eren d'empreses alimentàries, 1 d'una empresa de fabricació d'altres productes industrials, 8 d'empreses de construcció, 7 d'empreses de comerç i reparació d'automòbils, 1 d'una empresa de transport, 4 d'empreses d'hostatgeria i restauració, 1 d'una empresa d'informació i comunicació, 3 d'empreses financeres, 1 d'una empresa immobiliària, 4 d'empreses de serveis, 3 d'entitats de l'administració pública i 3 d'empreses classificades com a «altres activitats de serveis».
Dels 11 establiments de servei als particulars que hi havia el 2009, 1 era un paleta, 1 guixaire pintor, 3 fusteries, 2 lampisteries, 1 electricista, 1 perruqueria, 1 restaurant i 1 agència immobiliària.
Dels 3 establiments comercials que hi havia el 2009, 1 era una botiga de més de 120 m² i 2 fleques.
L'any 2000 a Saint-Étienne-de-Chigny hi havia 4 explotacions agrícoles.

## Equipaments sanitaris i escolars
El 2009 hi havia una escola elemental.

## Poblacions més properes
El següent diagrama mostra les poblacions més properes.